# Ладжевци (Чайниче)
Ладжевци (серб. Лађевци, босн. Lađevci) — населённый пункт (деревня) в общине Чайниче, который принадлежит энтитету Республике Сербской, Босния и Герцеговина. По результатам югославской переписи населения 1991 года в Ладжевцах проживало 150 человек. Ладжевци расположены на границе с Черногорией.

## Население
В населении деревни преобладают мусульмане (боснийцы), немного меньше по количеству сербской национальности. В 1991 году проживали 150 человек.

### Национальный состав населения
На 1991 год:
- Сербы — 66 человек (44,00 %)
- Хорваты — 0 человек (0,00 %)
- Мусульмане — 83 человека (55,33 %)
- Югославы — 0 человек (0,00 %)
- Другие и неизвестно — 1 человек (0,67 %)